# Santo Stefano di Magra
Santo Stefano di Magra är en ort och kommun i provinsen La Spezia i regionen Ligurien i Italien. Kommunen hade 9 901 invånare (2018).